# Bordères
Bordères è un comune francese di 686 abitanti situato nel dipartimento dei Pirenei Atlantici nella regione della Nuova Aquitania. Fa parte anche della regione storica del Béarn.

## Società

### Evoluzione demografica
Abitanti censiti